# Paratanais limicola
Paratanais limicola är en kräftdjursart som beskrevs av Harger 1878. Paratanais limicola ingår i släktet Paratanais och familjen Paratanaidae. Inga underarter finns listade i Catalogue of Life.